# Conophytum taylorianum
Conophytum taylorianum är en isörtsväxtart. Conophytum taylorianum ingår i släktet Conophytum, och familjen isörtsväxter.

## Underarter
Arten delas in i följande underarter:
- C. t. ernianum
- C. t. rosynense
- C. t. taylorianum

## Bildgalleri

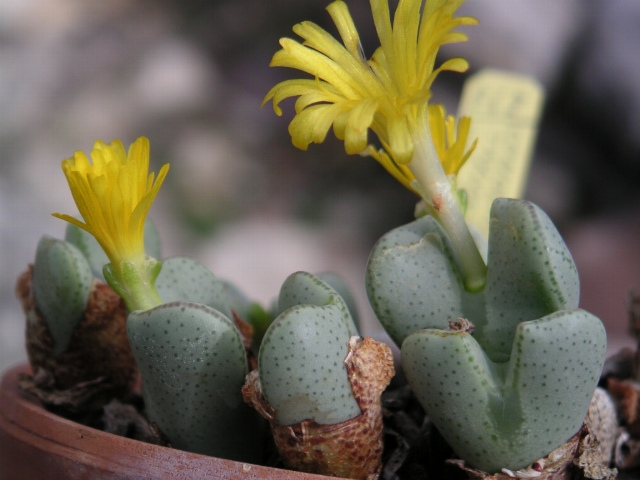